# Lettország a 2016. évi nyári olimpiai játékokon
Lettország a brazíliai Rio de Janeiróban megrendezett 2016. évi nyári olimpiai játékok egyik részt vevő nemzete volt. Az országot az olimpián 12 sportágban 32 sportoló képviselte, akik érmet nem szereztek.

## Atlétika
Férfi
| Versenyző        | Versenyszám     | Döntő   | Döntő    |
| Versenyző        | Versenyszám     | Idő     | Helyezés |
| ---------------- | --------------- | ------- | -------- |
| Arnis Rumbenieks | 50 km gyaloglás | 4:08:28 | 37.      |

| Versenyző           | Versenyszám   | Selejtező | Selejtező | Döntő                    | Döntő                    |
| Versenyző           | Versenyszám   | Eredmény  | Helyezés  | Eredmény                 | Helyezés                 |
| ------------------- | ------------- | --------- | --------- | ------------------------ | ------------------------ |
| Mareks Ārents       | Rúdugrás      | 545 cm    | 16.**     | kiesett                  | kiesett                  |
| Pauls Pujāts        | Rúdugrás      | 560 cm    | 10.*      | érvényes kísérlet nélkül | érvényes kísérlet nélkül |
| Zigismunds Sirmais  | Gerelyhajítás | 80,65 m   | 14.       | kiesett                  | kiesett                  |
| Rolands Štrobinders | Gerelyhajítás | 77,73 m   | 28.       | kiesett                  | kiesett                  |

Női
| Versenyző                 | Versenyszám     | Előfutam | Előfutam | Előfutam | Elődöntő | Elődöntő | Elődöntő | Döntő   | Döntő    |
| Versenyző                 | Versenyszám     | Idő      | Hely.    | Össz.    | Idő      | Hely.    | Össz.    | Idő     | Helyezés |
| ------------------------- | --------------- | -------- | -------- | -------- | -------- | -------- | -------- | ------- | -------- |
| Gunta Latiševa-Čudare     | 400 m           | 53,08    | 7.       | 42.      | kiesett  | kiesett  | kiesett  | kiesett | kiesett  |
| Ariana Hilborn            | Maraton         |          |          |          |          |          |          | 2:50:51 | 106.     |
| Ilona Marhele             | Maraton         |          |          |          |          |          |          | 2:41:02 | 61.      |
| Jeļena Čelnova-Prokopčuka | Maraton         |          |          |          |          |          |          | 2:29:32 | 12.      |
| Agnese Pastare            | 20 km gyaloglás |          |          |          |          |          |          | 1:40:15 | 53.      |

| Versenyző            | Versenyszám   | Selejtező | Selejtező | Döntő    | Döntő    |
| Versenyző            | Versenyszám   | Eredmény  | Helyezés  | Eredmény | Helyezés |
| -------------------- | ------------- | --------- | --------- | -------- | -------- |
| Sinta Ozoliņa-Kovala | Gerelyhajítás | 60,92 m   | 14.       | kiesett  | kiesett  |
| Madara Palameika     | Gerelyhajítás | 63,03 m   | 8.        | 60,14 m  | 10.      |

| Versenyző                | Versenyszám | 100 m gát | 100 m gát | Magasugrás | Magasugrás | Súlylökés | Súlylökés | 200 m | 200 m | Távolugrás | Távolugrás | Gerelyhajítás | Gerelyhajítás | 800 m   | 800 m | Végeredmény | Végeredmény |
| Versenyző                | Versenyszám | Idő       | Pont      | Eredmény   | Pont       | Eredmény  | Pont      | Idő   | Pont  | Eredmény   | Pont       | Eredmény      | Pont          | Idő     | Pont  | Pont        | Helyezés    |
| ------------------------ | ----------- | --------- | --------- | ---------- | ---------- | --------- | --------- | ----- | ----- | ---------- | ---------- | ------------- | ------------- | ------- | ----- | ----------- | ----------- |
| Laura Ikauniece-Admidiņa | Hétpróba    | 13,33     | 1075      | 177 cm     | 941        | 13,52 m   | 762       | 23,76 | 1004  | 612 cm     | 887        | 55,93 m       | 975           | 2:09,43 | 973   | 6617        | 4.          |

* - két másik versenyzővel azonos eredményt ért el

** - négy másik versenyzővel azonos eredményt ért el

## Birkózás

### Női
Szabadfogású
| Versenyző             | Versenyszám | Selejtező         | Nyolcaddöntő            | Negyeddöntő               | Elődöntő          | Vigaszág első kör | Vigaszág elődöntő           | Bronz- mérkőzés   | Döntő             | Helyezés |
| Versenyző             | Versenyszám | Ellenfél Eredmény | Ellenfél Eredmény       | Ellenfél Eredmény         | Ellenfél Eredmény | Ellenfél Eredmény | Ellenfél Eredmény           | Ellenfél Eredmény | Ellenfél Eredmény | Helyezés |
| --------------------- | ----------- | ----------------- | ----------------------- | ------------------------- | ----------------- | ----------------- | --------------------------- | ----------------- | ----------------- | -------- |
| Anastasija Grigorjeva | 63 kg       | erőnyerő          | Hela Riabi (TUN) · 10–0 | Kavai Riszako (JPN) · 2–8 |                   |                   | Monika Michalik (POL) · 2–5 | kiesett           |                   | 8.       |

## Cselgáncs
Férfi
| Versenyző           | Versenyszám  | Selejtező         | 32-es főtábla                         | Nyolcaddöntő      | Negyeddöntő       | Elődöntő          | Vigaszág elődöntő | Bronz- mérkőzés   | Döntő             | Helyezés |
| Versenyző           | Versenyszám  | Ellenfél Eredmény | Ellenfél Eredmény                     | Ellenfél Eredmény | Ellenfél Eredmény | Ellenfél Eredmény | Ellenfél Eredmény | Ellenfél Eredmény | Ellenfél Eredmény | Helyezés |
| ------------------- | ------------ | ----------------- | ------------------------------------- | ----------------- | ----------------- | ----------------- | ----------------- | ----------------- | ----------------- | -------- |
| Jevgēņijs Borodavko | Félnehézsúly | erőnyerő          | Haga Rjúnoszuke (JPN) · 000(0)–100(0) | kiesett           | kiesett           | kiesett           |                   |                   |                   | 17.      |
| Artūrs Ņikiforenko  | Nehézsúly    |                   | Ushangi Kokauri (AZE) · 000(2)–111(0) | kiesett           | kiesett           | kiesett           |                   |                   |                   | 17.      |

## Kajak-kenu

### Gyorsasági
Férfi
| Versenyző           | Versenyszám       | Előfutam | Előfutam | Előfutam | Elődöntő | Elődöntő | Elődöntő | Döntő   | Döntő    | Döntő    | Helyezés |
| Versenyző           | Versenyszám       | Idő      | Hely.    | Össz.    | Idő      | Hely.    | Össz.    | Típus   | Idő      | Helyezés | Helyezés |
| ------------------- | ----------------- | -------- | -------- | -------- | -------- | -------- | -------- | ------- | -------- | -------- | -------- |
| Aleksejs Rumjancevs | Kajak egyes 200 m | 35,175   | 4.       | 11.      | 34,722   | 4.       | 7.       | A       | 35,891   | 5.       | 5.       |
| Dagnis Iļjins       | Kenu egyes 200 m  | 44,125   | 5.       | 23.      | 45,082   | 7.       | 21.      | kiesett | kiesett  | kiesett  | 21.      |
| Dagnis Iļjins       | Kenu egyes 1000 m | 4:11,766 | 4.       | 10.      | 4:20,181 | 6.       | 11.      | B       | 4:10,084 | 5.       | 12.      |

## Kerékpározás

### BMX
| Versenyző        | Versenyszám | Selejtező     | Selejtező     | Negyeddöntő | Negyeddöntő | Elődöntő | Elődöntő | Döntő   | Döntő    | Helyezés |
| Versenyző        | Versenyszám | Idő           | Helyezés      | Pont        | Helyezés    | Pont     | Helyezés | Idő     | Helyezés | Helyezés |
| ---------------- | ----------- | ------------- | ------------- | ----------- | ----------- | -------- | -------- | ------- | -------- | -------- |
| Māris Štrombergs | Férfi       | 34,953        | 7.            | 14          | 5.          | kiesett  | kiesett  | kiesett | kiesett  | 17.      |
| Edžus Treimanis  | Férfi       | nem ért célba | nem ért célba | 15          | 5.          | kiesett  | kiesett  | kiesett | kiesett  | 19.      |

### Országúti kerékpározás
Férfi
| Versenyző           | Versenyszám   | Idő              | Helyezés |
| ------------------- | ------------- | ---------------- | -------- |
| Aleksejs Saramotins | Mezőnyverseny | 6:30:05 (+20:00) | 46.      |
| Toms Skujiņš        | Mezőnyverseny | 6:30:05 (+20:00) | 59.      |

## Öttusa
| Versenyző           | Versenyszám | Vívás (V) | Vívás (V) | Úszás   | Úszás | Úszás | Bónusz vívás (B) | Bónusz vívás (B) | Bónusz vívás (B) | Lovaglás | Lovaglás | Lovaglás | Lovaglás | Futás/Lövészet | Futás/Lövészet | Futás/Lövészet | Futás/Lövészet | Összesen    | Összesen |
| Versenyző           | Versenyszám | Eredmény  | Pont      | Idő     | Pont  | Hely. | Eredmény         | Pont             | V+B Hely.        | Idő      | Hibapont | Pont     | Hely.    | Lövőhiba       | Idő            | Pont           | Hely.          | Összes pont | Helyezés |
| ------------------- | ----------- | --------- | --------- | ------- | ----- | ----- | ---------------- | ---------------- | ---------------- | -------- | -------- | -------- | -------- | -------------- | -------------- | -------------- | -------------- | ----------- | -------- |
| Ruslans Nakoņečnijs | Férfi       | 13–22     | 178       | 2:03,83 | 329   | 16.   | 2–1              | 2                | 30.              | 72,45    | 28       | 272      | 26.      | 9              | 11:35,70       | 605            | 21.            | 1386        | 28.      |

## Röplabda

### Strandröplabda

#### Férfi
| Versenyző                          | Csoportkör | Csoportkör | 16 közé jutásért  | Nyolcaddöntő      | Negyeddöntő       | Elődöntő          | Döntő             | Helyezés |
| Versenyző                          | Ellenfél Eredmény | Hely.      | Ellenfél Eredmény | Ellenfél Eredmény | Ellenfél Eredmény | Ellenfél Eredmény | Ellenfél Eredmény | Helyezés |
| ---------------------------------- | --- | ---------- | ----------------- | ----------------- | ----------------- | ----------------- | ----------------- | -------- |
| Aleksandrs Samoilovs Jānis Šmēdiņš | D csoport · Kanada (CAN) · Ben Saxton · Chaim Schalk · 21–17, 18–21, 15–13 · Kuba (CUB) · Nivaldo Díaz · Sergio González · 21–23, 21–19, 9–15 · Brazília (BRA) · Evandro Oliveira · Pedro Solberg · 16–21, 22–20, 7–15 | 4.         | kiesett           | kiesett           | kiesett           | kiesett           | kiesett           | 19.      |

## Sportlövészet
Férfi
| Versenyző        | Versenyszám | Selejtező | Selejtező | Elődöntő | Elődöntő | Döntő   | Döntő    |
| Versenyző        | Versenyszám | Pont      | Helyezés  | Pont     | Helyezés | Pont    | Helyezés |
| ---------------- | ----------- | --------- | --------- | -------- | -------- | ------- | -------- |
| Dainis Upelnieks | Skeet       | 119       | 14.       | kiesett  | kiesett  | kiesett | kiesett  |

## Súlyemelés
Férfi
| Versenyző        | Versenyszám | Szakítás | Szakítás | Lökés    | Lökés    | Összesen | Helyezés |
| Versenyző        | Versenyszám | Eredmény | Helyezés | Eredmény | Helyezés | Összesen | Helyezés |
| ---------------- | ----------- | -------- | -------- | -------- | -------- | -------- | -------- |
| Artūrs Plēsnieks | 105 kg      | 181      | 8.       | 218      | 9.       | 399      | 8.       |

Női
| Versenyző   | Versenyszám | Szakítás | Szakítás | Lökés    | Lökés    | Összesen | Helyezés |
| Versenyző   | Versenyszám | Eredmény | Helyezés | Eredmény | Helyezés | Összesen | Helyezés |
| ----------- | ----------- | -------- | -------- | -------- | -------- | -------- | -------- |
| Rebeka Koha | 53 kg       | 90       | 3.       | 107      | 4.       | 197      | 4.       |

## Tenisz
Női
| Versenyző        | Versenyszám | 64-es főtábla                         | 32-es főtábla     | Nyolcaddöntő      | Negyeddöntő       | Elődöntő          | Bronz- mérkőzés   | Döntő             | Helyezés |
| Versenyző        | Versenyszám | Ellenfél Eredmény                     | Ellenfél Eredmény | Ellenfél Eredmény | Ellenfél Eredmény | Ellenfél Eredmény | Ellenfél Eredmény | Ellenfél Eredmény | Helyezés |
| ---------------- | ----------- | ------------------------------------- | ----------------- | ----------------- | ----------------- | ----------------- | ----------------- | ----------------- | -------- |
| Jeļena Ostapenko | Egyes       | Samantha Stosur (AUS) · 6-1, 3-6, 2-6 | kiesett           | kiesett           | kiesett           | kiesett           | kiesett           | kiesett           | 33.      |

## Úszás
Férfi
| Versenyző    | Versenyszám  | Előfutam | Előfutam | Előfutam | Elődöntő | Elődöntő | Elődöntő | Döntő   | Döntő    |
| Versenyző    | Versenyszám  | Idő      | Hely.    | Össz.    | Idő      | Hely.    | Össz.    | Idő     | Helyezés |
| ------------ | ------------ | -------- | -------- | -------- | -------- | -------- | -------- | ------- | -------- |
| Uvis Kalniņš | 200 m vegyes | 2:02,34  | 4.       | 24.      | kiesett  | kiesett  | kiesett  | kiesett | kiesett  |

Női
| Versenyző      | Versenyszám | Előfutam | Előfutam | Előfutam | Elődöntő | Elődöntő | Elődöntő | Döntő   | Döntő    |
| Versenyző      | Versenyszám | Idő      | Hely.    | Össz.    | Idő      | Hely.    | Össz.    | Idő     | Helyezés |
| -------------- | ----------- | -------- | -------- | -------- | -------- | -------- | -------- | ------- | -------- |
| Aļona Ribakova | 200 m mell  | 2:30,82  | 4.       | 27.      | kiesett  | kiesett  | kiesett  | kiesett | kiesett  |

## Vitorlázás
Női
| Versenyző      | Versenyszám     | Futam | Futam | Futam | Futam | Futam | Futam | Futam | Futam | Futam | Futam | Futam | Futam | Futam   | Pontszám | Helyezés |
| Versenyző      | Versenyszám     | 1     | 2     | 3     | 4     | 5     | 6     | 7     | 8     | 9     | 10    | 11    | 12    | É       | Pontszám | Helyezés |
| -------------- | --------------- | ----- | ----- | ----- | ----- | ----- | ----- | ----- | ----- | ----- | ----- | ----- | ----- | ------- | -------- | -------- |
| Ketija Birzule | Szörfvitorlázás | 24    | 24    | (27)  | 21    | 25    | 26    | 27    | 25    | 23    | 18    | 21    | 23    | kiesett | 256      | 24.      |